# 成田市立東小学校
成田市立東小学校（なりたしりつ ひがししょうがっこう）は、千葉県成田市十余三にあった公立小学校。
2014年3月に児童数減少のため閉校。

## 概要
旧遠山村の東に位置する学校であったことから名づけられた東小学校も、市町村合併により今では成田市のほぼ中央部に位置する学校となっている。
成田国際空港の建設に伴い、住民の移転や近年の少子化事情により2014年3月22日に閉校、成田市立遠山小学校へ統合となった。
国道51号を走る、千葉交通バス吉岡線（成田営業所）のバス停に「東小学校」があるが、廃校後も名称は変更していない。

## 沿革
- 1950年（昭和25年）4月 - 遠山村立遠山小学校堀之内分教場から遠山村立遠山東小学校として開校
- 1952年（昭和27年） - 校舎落成
- 1954年（昭和29年） - 成田市の誕生に伴い成田市立遠山東小学校となる
- 1959年（昭和34年）11月 - 校歌を制定。校名を成田市立東小学校とする
- 1973年（平成21年）11月 - 創立60周年記念式典を行う
- 2014年（平成26年）3月 - 閉校

## 遠山桜
校庭には遠山桜と呼ばれているソメイヨシノが植えられている。
通常ソメイヨシノは群れで植えられているが、遠山桜は1本のみ植えられている上に枝張も長い為、全国的にも珍しい桜である。
樹高12m
幹周4.4m
枝張24m
推定樹齢80年。

## 学区
堀之内、長田、十余三、天神峰、東峰

## 進学
- 成田市立遠山中学校